# بال بريكي
بال بريكي (بالنرويجية البوكمول: Pål Brekke)‏ هو فيزيائي نرويجي، ولد في 23 مايو 1961 في أوسلو في النرويج.